# Roberto Manzi
Roberto Manzi (* 21. März 1959 in Rimini) ist ein ehemaliger italienischer Degenfechter.

## Erfolge
Roberto Manzi wurde 1985 in Barcelona mit der Mannschaft Vizeweltmeister. 1983 in Wien gewann er mit ihr außerdem Bronze. Bei den Olympischen Spielen 1984 in Los Angeles gehörte er zum italienischen Kader im Mannschaftswettbewerb, mit der er das Halbfinale erreichte, in dem Italien Frankreich mit 4:9 unterlag. Das Gefecht um Rang drei gewann die italienische Equipe mit 8:2 gegen Kanada, sodass Manzi gemeinsam mit Sandro Cuomo, Angelo Mazzoni, Cosimo Ferro und Stefano Bellone die Bronzemedaille erhielt.